# 어뮬
어뮬(aMule)은 컴퓨터에서 당나귀 네트워크와 카드 네트워크와 호환되는 P2P 파일 공유 응용 프로그램이지만, 카뎀리아를 지원하는 표준 당나귀2000보다 많은 기능을 제공하고 있다. 이것은 처음으로 이뮬 클라이언트를 리눅스에 이식한 엘뮬 프로젝트의 포크인 엑스뮬 소스 코드의 포크이다. 어뮬은 이뮬 프로젝트와 함께 그들의 링크 주소를 통하여 코드를 공개하고 있다. 이뮬처럼 어뮬은 GNU 자유 문서 사용 허가서아래서 자유 프로그램 발표판이다.
어뮬은 wxWidgets 라이브러리를 이용하여 가능한 다양한 크로스 플랫폼 지원이 목적이다. 현재 리눅스, 매킨토시, NetBSD, OpenBSD, 마이크로소프트 윈도우, 솔라리스 시스템을 지원한다. 안정한 발표판이 있고, 불안정한 발표판 같은 CVS 버전도 제공하고 있다.

## TCP 와 UDP 포트
공식 FAQ(자주 묻는 질문)에 따르면 응용 프로그램은 아래의 포트를 사용한다.:
- 4661 TCP (보내기): 연결을 위해 서버에 열린 포트 (서버에 정의됨)
- 4662 TCP (주기와 받기): 클라이언트에서 클라이언트로 전송.
- 4665 UDP (주기와 받기): 광역 서버 검색과 광역 소스 참조에 사용. 상항 클라이언트 TCP 포트 + 3
- 4672 UDP (주기와 받기): 확장된 이뮬 프로토콜, 큐 속도, 파일 반응 핑
- 4711 TCP: 웹서버로 열린 포트.
- 4712 TCP: 외부 연결 포트. 어뮬과 어뮬 웹서버나 어뮬CMD같은 다른 응용 프로그램과 통신에 사용됨.

일반적으로 라우터나 방화벽을 사용한다면 외부와 연결하기 위해서는 네트워크 주소를 변경해야 한다.

## 모놀리딕, 모듈러 빌드
- aMuleCMD
- aMuleGUI
- aMuleWEB

## 같이 보기
- 이뮬
- 이동키 프로그램 비교